# Дорожный (Вологодская область)
Дорожный — посёлок в Вологодском районе Вологодской области. Административный центр Прилукского сельского поселения и Прилукского сельсовета.

## География
Расстояние до районного центра Вологды по автодороге — 15 км. Ближайшие населённые пункты — Кожевниково, Гришино, Цыпоглазово.

## История
В 1962 г. указом Президиума Верховного Совета РСФСР поселок ЛМС переименован в поселок Дорожный.

## Население
По переписи 2002 года население — 601 человек (275 мужчин, 326 женщин). Преобладающая национальность — русские (97 %).